# Papilio nobilis
Papilio nobilis är en fjärilsart som beskrevs av Alois Friedrich Rogenhofer 1891. Papilio nobilis ingår i släktet Papilio och familjen riddarfjärilar.
Artens utbredningsområde är Tanzania. Inga underarter finns listade i Catalogue of Life.

## Bildgalleri

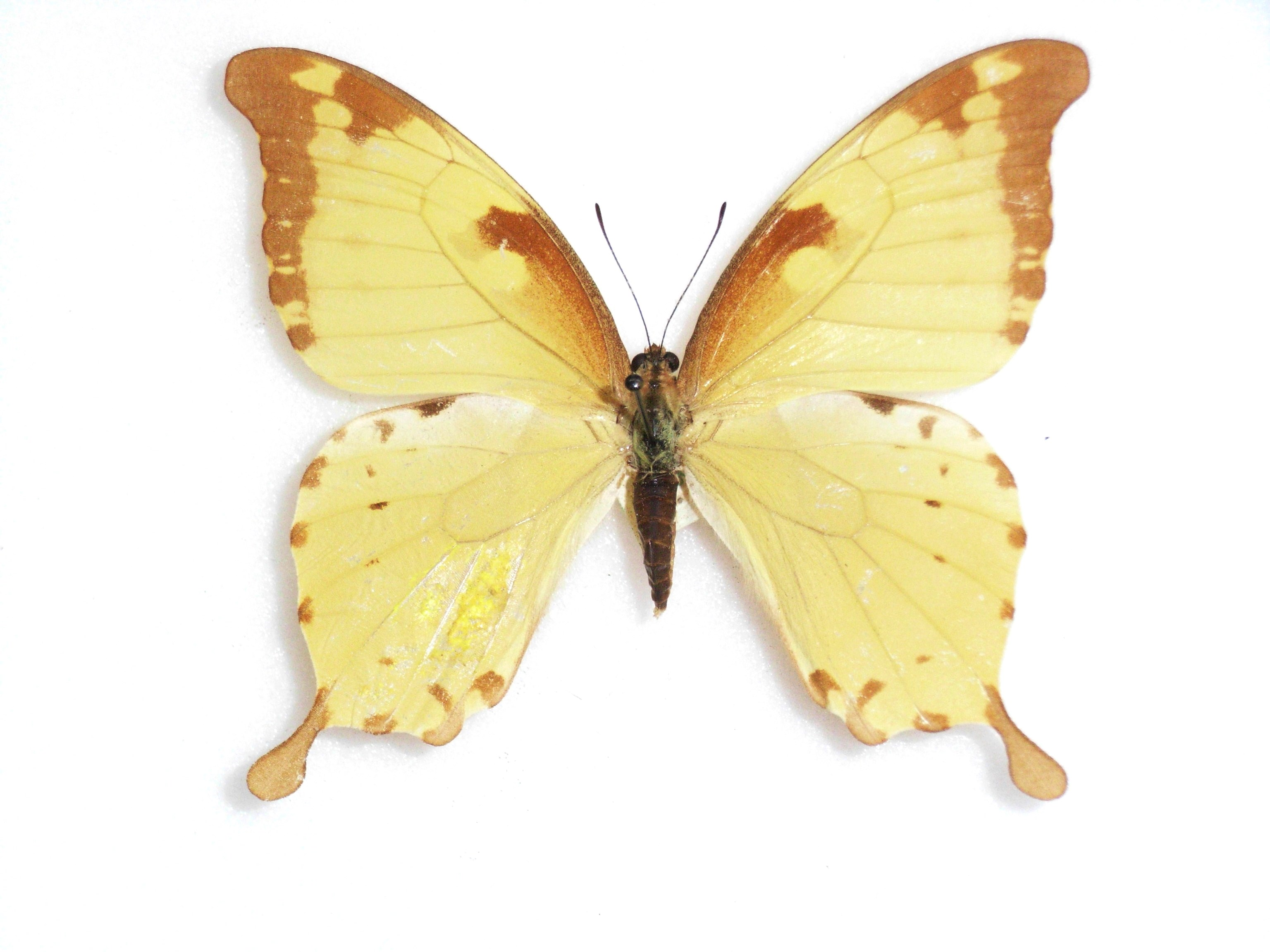